# Luigi Bernabò Brea
Luigi Bernabò Brea (Gênova, 27 de setembro de 1910 — Lípara, 4 de fevereiro de 1999) foi um arqueólogo italiano, cuja colaborações representaram suma importância na região da Sicília. Foi um dos percursores do método estratigráfico, o qual propiciou significativos resultados nas escavações realizadas na caverna Arene Candide e na acrópole da ilha de Lípara.
Ele era graduado pela Universidade de Roma "La Sapienza" e frequentou a Escola Arqueológica Italiana de Atenas, onde iniciou sua carreira de arqueólogo. Com o passar dos anos, Bernabò Brea assumiu cargos administrativos e supervisionou a construção do Parque Arqueológico de Neapolis e a organização do Museu Arqueológico Regional Eoliano.

## Biografia
Bernabò Brea nasceu em Gênova, no dia 27 de setembro de 1910. Ele obteve sua graduação pela Universidade de Roma "La Sapienza" em 1934 e frequentou a Escola Arqueológica Italiana de Atenas, onde iniciou sua carreira de arqueólogo. Mais tarde, ingressou na administração de antiguidades de Tarento e Ligúria. Nesta última, inclusive, colaborou com as escavações na caverna Arene Candide, local que propiciou uma detalhada sequência estratigráfica, a qual forneceu evidências datadas do paleolítico ao período Bizantino.
Em 1941 Bernabò Brea foi transferido para a Superintendência de Antiguidades do Leste da Sicília, onde permaneceu por 32 anos se dedicando ao estudo da pré-história da região e as reorganizações de museus. Nesse mesmo período, participou das descobertas nas Ilhas Eolianas que permitiram a identificação duma sucessão cultural do Neolítico Médio à Antiguidade Clássica. A revisão completa das coleções do museu de Siracusa, juntamente com os novos dados das escavações eolianas, permitiu um novo panorama da pré-história siciliana.
Bernabò Brea também supervisionou a construção do Parque Arqueológico de Neapolis e a reorganização do Museu Arqueológico Regional Eoliano, este último um dos museus mais importantes da Sicília. Nos últimos anos se dedicou às escavações do Castelo de Lípara, destacando as atualizações de períodos pré-históricos e os estudos sobre os tolos de Calógero, um eremita venerado como santo por católicos e ortodoxos.